# Valmeyer (Illinois)
Valmeyer est un village situé au sud du comté de Monroe dans l'Illinois, aux États-Unis,. Il est incorporé le 3 janvier 1910.

## Histoire

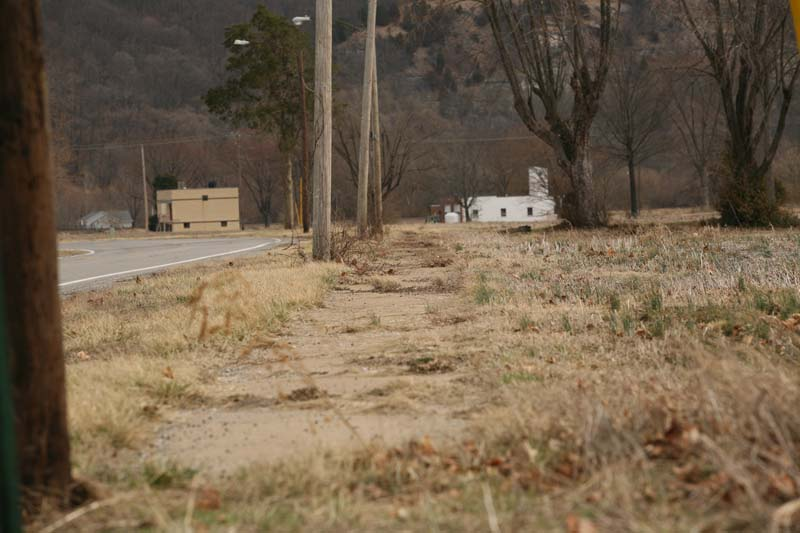
Restes de l'ancien Oldmeyer en 2009.

Valmeyer a été fortement touché par l'Inondation du Midwest américain de 1993. Après la catastrophe, les habitants du village ont décidé de le reconstruire sur un site plus élevé à proximité de son emplacement précédent. Le projet a été financé par des investissements locaux, fédéraux, et issus de l'État de l'Illinois.

## Démographie
Lors du recensement de 2010, le village comptait une population de 1 263 habitants. Elle est estimée, en 2016, à 1 256 habitants.

### Source de la traduction
- (en) Cet article est partiellement ou en totalité issu de l’article de Wikipédia en anglais intitulé « Valmeyer, Illinois » (voir la liste des auteurs).